# Нокаутна миша

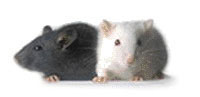
Нокаутні миші

Нока́утна ми́ша — генетично змінена  миша, у якої експресія одного або кількох генів вимкнена за допомогою нокауту генів. Нокаутні миші є важливими моделями для дослідження генів тварин, які були секвеновані, але функція яких невідома. Інактивуючи специфічний ген у миші та досліджуючи зміни її фенотипу (поведінки, зовнішнього вигляду), дослідники часто можуть зробити висновки про функцію даного гена.
Миші є найближчим до людини модельним організмом, до якого може застосовуватися подібна методика дослідження, навіть для щурів її застосування набагато складніше. Через це миші широко використовуються у дослідженнях, що стосуються фізіології людини.
Перша нокаутна миша була створена Маріо Капеччі, Мартіном Евансом і Олівером Смітізом в 1989 році, за що вони були нагороджені Нобелівською премією з фізіології та медицини 2007 року. Багато варіантів методу були розроблені пізніше, деякі з них запатентовані приватними компаніями.

## Використання
Вимкнення гену допомагає дослідникам отримувати інформацію про його функцію. Оскільки багато генів для мишей і людини є спільними, дослідження їх функції у мишах дозволяє отримувати дані про те, за що цей (або подібний ген) відповідає у людському організмі. Зокрема, це є дуже важливим при ідентифікації генів, які відповідають за захворювання людини.
Прикладами досліджень, у яких можуть використовуватися нокаутні миші, є вивчення і моделювання різних типів раку, ожиріння, хвороб серця, діабету, артритів, старіння та хвороби Паркінсона. За допомогою нокаутних мишей також можна досліджувати ліки та різні види терапії.
Кожного року в різних експериментах використовують мільйони нокаутних мишей.

## Лінії

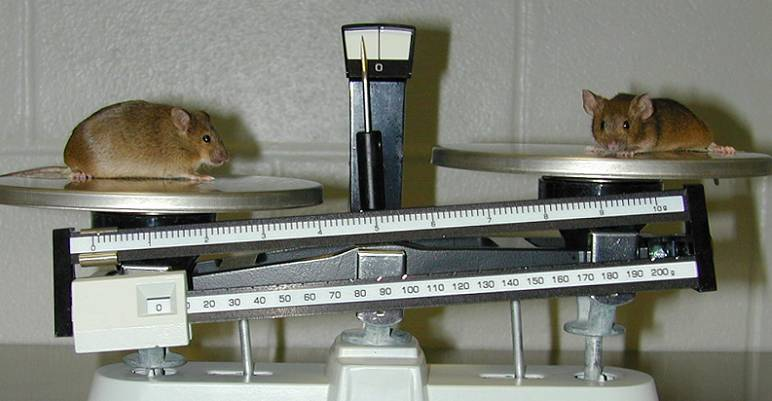
Нокаутна миша (зліва), яка є моделлю для ожиріння, порівняно з нормальною мишею.

Існує декілька тисяч ліній нокаутних мишей.
Багато мишачих моделей названо за ім'ям гену, який інактивується. Наприклад, p53 нокаутні миші названі за геном р53, який кодує білок, однією з найважливіших функцій якого є пригнічення росту пухлин за рахунок припинення поділу клітин. Люди, народжені з мутаціями гену p53, страждають від синдрому Лі-Фраумені, при цьому катастрофічно зростає імовірність розвитку раку кісток, крові та грудей у ранньому віці.

## Процедура

Схема схрещення для отримання нокаутних мишей. Бластоцисти, які містять як нокаутні клітини, так і клітини дикого типу, вживляють в матку прийомної матері. Це дозволяє отримати як потомство дикого типу такого ж кольору як донор бластоцисти (сірий), так і химерних мишей змішаного кольору. Химерних мишей схрещують з мишами дикого типу (сірими). Потомство від цього схрещення є або білим (гетерозиготні за нокаутним геном) або сірим (миші дикого типу). Білих гетерозиготних мишей можна схрещувати далі, щоб отримати мишей, які є гомозиготними за нокаутним геном.

Є деякі варіації у процедурах отримання нокаутних мишей, але нижче розписана загальна спрощена схема.
1. Ген, який хочуть нокаутувати, ізолюють з мишачої генної бібліотеки. Потім послідовність ДНК змінюють таким чином, щоб зробити ген неробочим. Зазвичай у новій послідовності має бути також маркерний ген, якого немає у нормальних мишей, і який відповідає за резистентність до якогось антибіотику, токсичного агенту, або забезпечує якусь візуальну зміну (кольору, флюоресценції).
2. Ембріональні клітини ізолюють з мишачої бластоцисти та вирощують in vitro. У даному прикладі клітини бластоцисти беруть з білої миші.
3. Нову послідовність з 1 кроку переносять в клітини бластоцисти шляхом електропорації. За допомогою природної гомологічної рекомбінації у деяких ембріональних клітинах відбудеться вставка нової послідовності з нокаутованим геном на місце нормального гену. Шанси на вдалу рекомбінацію відносно низькі, тож більшість клітин матимуть нову послідовність тільки в одній з двох хромосом — вони будуть гетерозиготними.
4. Ембріональні клітини, які несуть нокаутний ген, ізолюють за допомогою маркерного гену (див крок 1). Наприклад, клітини без вставки не виживуть при дії якогось токсичного агенту, до якого резистентні нокаутні за досліджуваним геном клітини.
5. Нокаутні стовбурові клітини з кроку 4 вживляють у мишачі бластоцисти (у цьому випадку з сірої миші). Тепер бластоцисти містять два типи стовбурових клітин: дикого типу (з сірої миші) та нокаутні клітини(з білої миші). Ці бластоцисти потім імплантують у матку прийомної матері. Деякі частини у тілі новонароджених мишей будуть походити з клітин дикого типу, а деякі з нокаутних клітин, такі миші називаються химерними і мають сіро-біле забарвлення. Якщо схрестити химерних мишей між собою, частина потомства буде білого кольору і вони будуть гомозиготними за нокаутним геном.

Детальне пояснення про створення нокаутних мишей розміщене на вебсайті, присвяченому Нобелівській премії з фізіології і медицини 2007.

## Обмеження
Хоча нокаут генів у мишах є надзвичайно потужним засобом для досліджень, є значні обмеження у його використанні. Близько 15 відсотків нокауту генів є летальними під час ембріонального розвитку. Цієї проблеми можна уникнути, отримуючи умовно нокаутних мишей.
При нокауті генів мишей іноді важко отримати чітко відмінний від дикого типу фенотип. Іноді також виникають проблеми з порівнянням інактивації гену в організмі людини та миші. Наприклад, мутація гену p53, яка є у половині видів раку людини і призводить до розвитку пухлин у певних тканинах. У мишей, нокаутних за p53, рак розвивається у зовсім іншому наборі тканин, ніж при вищезгаданих мутаціях у людини.